# Cerithidium diplax
Cerithidium diplax är en snäckart. Cerithidium diplax ingår i släktet Cerithidium och familjen Cerithiidae. Inga underarter finns listade i Catalogue of Life.